# Marek Dąbrowski (Fechter)
Marek Roman Dąbrowski (* 28. November 1949 in Gliwice) ist ein ehemaliger polnischer Florettfechter.

## Erfolge
Marek Dąbrowski wurde mit der Mannschaft 1969 in Havanna, 1971 in Wien und 1974 in Grenoble Vizeweltmeister, im Einzel gelang ihm dieser Erfolg 1971 in Wien ebenfalls. Hinzu kamen jeweils dritte Plätze 1970 in Ankara im Einzel sowie 1973 in Göteborg mit der Mannschaft. Zweimal nahm Dąbrowski an Olympischen Spielen teil. Bei den Olympischen Spielen 1972 in München belegte er im Einzel den sechsten Rang, während er mit der Mannschaft das Finale gegen die Sowjetunion erreichte. Dieses gewann die polnische Equipe mit 9:5, sodass Dąbrowski gemeinsam mit Arkadiusz Godel, Jerzy Kaczmarek, Lech Koziejowski und Witold Woyda Olympiasieger wurde. 1976 schloss er in Montreal die Einzelkonkurrenz auf dem neunten Platz ab. Im Mannschaftswettbewerb belegte Polen den fünften Rang.